# MediaGX

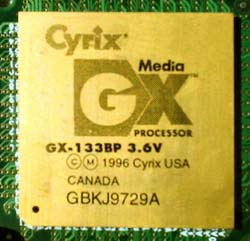
Cyrix公司的MediaGX處理器（BGA封裝）

MediaGX是Cyrix公司於1997年所發創、開展的x86整合型處理器，該處理器雖由Cyrix公司所設計，但Cyrix公司為Fabless型態的半導體業者，沒有自屬的晶圓廠，因此發表之初是委託IBM公司代為產製，之後Cyrix公司由NS公司所收併，才逐漸將產製線由IBM移轉至NS，此一轉移至1998年初才澈底完成。
MediaGX處理器發表之初是用於COMPAQ公司的Presario 2100個人電腦內，該部電腦也是首次一線國際品牌業者首次推出低於1,000美元價位的電腦（不含顯示器），自此掀起了持續數年的低價電腦（Low Cost PC）風潮，而當年Presario 2100之所以能如此空前平價，原因也在於使用高度整合取向，進而使電路成本大幅精縮的MediaGX處理器。
除了COMPAQ Presario 2100（以及後續的Presario 2200）的桌上型電腦外，MediaGX也有用於筆記型電腦，或成為電子彈珠台內的控制器，例如CTX的EzBook筆記型電腦、COMPAQ的Presario 1230筆記型電腦、CASIO的Cassiopeia Fiva平板電腦、電子彈珠機台Pinball 2000等等。

## 整合過程
MediaGX是一顆整合型處理器，言下之意除了具有核心的處理器功效外，也具備其他的相關的週邊功效。
在執行核心的電路上，MediaGX用的是比它更早出現，且同樣是Cyrix公司自屬設計的5x86處理器，除此之外還整合了三種主要的週邊功能：「視訊輸出」、「音訊輸入／輸出」、以及「記憶體存取控制」，此三項整合Cyrix公司也分別給予技術稱呼：XpressGRAPHICS、XpressAUDIO、XpressRAM。其中XpressGRAPHICS的視訊技術及電路設計，主要是由Cyrix公司向當時的S3公司購買視訊晶片的技術而得，XpressGRAPHICS用的是S3 ViRGE／DX晶片的設計，但是去除了3D功效，是一顆僅具2D能力的S3 ViRGE/DX電路。
而XpressAUDIO方面，XpressAUDIO屬於軟體性質的音效處理，技術上也一樣並非Cyrix公司所原創，而是由Cyrix公司向ESSTech公司 （页面存档备份，存于）購取軟體音效電路及相關技術而得，並將此內建到MediaGX內。至於XpressRAM則是過往PC晶片組中的北橋晶片功效，此方面Cyrix則運用自力將其整合到MediaGX中。

## 虛擬子系統架構
由於MediaGX整合了記憶體控制、視訊、音訊等過去分立於處理器外的硬體週邊功效，整合後使得硬體系統的架構與線路也隨之變動，對過去的PC軟體（作業系統、驅動程式、應用程式）而言，並無法在此種整合變革後的新架構上執行，Cyrix公司為了讓過往的PC軟體能在MediaGX相容執行，因而提出了虛擬子系統架構（Virtual Subsystem Architecture；VSA）技術，此虛擬化技術是在系統管理模式（System Management Mode；SMM）下，於BIOS內置放軟體存取、服務呼用的轉向陷阱，使過往的PC軟體能將XpressGRAPHICS視為過往標準、傳統的VGA視訊，同時也將XpressAUDIO視為傳統的聲霸卡，如此無論作業系統、驅動程式、還是應用程式，都會將MediaGX「誤認」成傳統PC硬體架構，並與往常一樣地平順執行。

## 時脈強化版：GXi
嚴格而論，GXi是研發代號（codename），並非是正式的晶片編號、型號、名稱，字母「i」雖沒有官方的證實解釋，但一般認為具有increasing的「增量、遞增」含意，表示增加MediaGX處理器的時脈速度。然而事實也近似，GXi版的MediaGX其運作時脈、頻率為150MHz、166MHz，而最初原創的MediaGX則為120MHz、133MHz，除此之外在功效機制上毫無差別，因此可以確定GXi僅是時脈加速、提升的一個版本，此方面屬製程、製造技術方面的強化改進，與電路設計較無關連。

## 媒體強化版：GXm

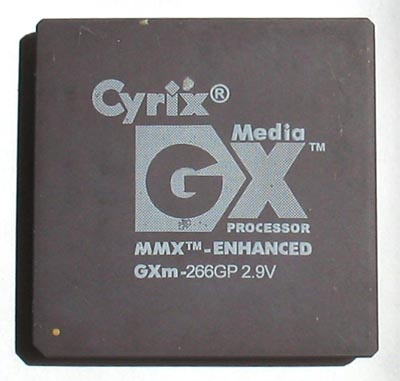
NS/Cyrix公司的MediaGXm處理器，233MHz，2.9V核心電壓

MediaGX是在1997年2月發表，GXi則是在同年6月的COMPUTEX展中現身，展後Cyrix公司隨即由NS公司收併，收併之後的1998年GXm才正式推出，不過在MediaGX的最初發表時就有將GXm列入規劃之中，GXm主要是在既有的MediaGX處理核心中加入了MMX的多媒體指令集功能，除此之外，在製造的工藝技術也有更顯著的進步：
- 製程上使用0.35um、4層金屬電路的CMOS半導體技術。
- 執行核心的運作時脈、頻率：180MHz、200MHz、233MHz、266MHz
- 匯流排運作頻率：33MHz
- 快取記憶體：
  - 第一階快取記憶體容量為16KB，採「寫回，Write-Back」、4路的設計，同時也採行資料、指令的一體性存取，而非分立各自存取。
  - 或者，第一階快取的記憶體容量降至12KB，保留4KB供系統管理模式（SMM）與視訊（Graphics）方面之用。
- 整合週邊：
  - PCI控制器
  - 顯示控制器及2D（平面）視訊加速器
  - 硬體電路式的MPEG-1解碼電路，可流暢地進行（Video CD、MPEG-1視訊）全螢幕播放
  - 16位元音訊子系統，相容於創新未來Sound Blaster系列中的16/PRO
  - 64位元SDRAM控制器
- 核心電壓：2.9V
- I/O電壓：3.3V
- 封裝：（320個接腳，陶瓷PGA封裝）或（352個接腳，金屬BGA封裝）
- 系統晶片組Cx5520[5]：352個接腳，BGA封裝

## 晶片組的弔詭機制
某些人對MediaGX的一項設計感到詬病，MediaGX的搭配晶片組若未與MediaGX搭配，而是個別、獨立用於非MediaGX的系統電路時，則晶片組會啟動其內部自屬的迷你處理器（mini processor），且晶片組的前端匯流排（FSB）運作頻率會以迷你處理器的速率為基準，如此無論在PCI、視訊等方面的執行速度都會較快，快過與MediaGX處理器搭配時，與MediaGX處理器搭配時的晶片組，由於內部自屬的迷你處理器會因為MediaGX的統管權接手而停止功效，如此晶片組在PCI、視訊等方面的效能表現反而低落。

## 型款整理
| 發表日期      | 發表時脈       | 核心類型 |
| ------------- | -------------- | -------- |
| 1997年2月20日 | 120MHz、133MHz | GX       |
| 1997年6月6日  | 150MHz         | GXi      |
| 1997年6月30日 | 166MHz、180MHz | GXi      |
| 1998年1月     | 200MHz         | GXm      |
| 1998年3月18日 | 233MHz         | GXm      |
| 1998年8月25日 | 266MHz         | GXm      |

- 1997年6月6日是COMPUTEX展期間，也是Cyrix被收併前最後一次發表MediaGX。
- 另有假偽的366MHz、433MHz版。

## 附註說明
1. ↑  在正式晶片名稱尚未確定前，該處理器（晶片）的研發代號為：Gx86，也有人說是：5g86。
2. ↑  全稱是National Semiconductor公司，簡稱NS公司。
3. ↑  120MHz版與133MHz版於同一天同時發表，但自始自終似乎沒有業者採用過120MHz，皆是從133MHz版開始採行、運用。
4. ↑  原本GXm與GXi一樣僅是個研發代號，字母m具有Multimedia（多媒體）的含意。不過，由於NS公司收併Cyrix公司後過久沒有提升MediaGX處理器，因此將GXm的研發代號轉成正式產品名稱，試圖用新名來刷新用戶買主對該處理器的印象，更之後則將MediaGX改名成Geode。
5. ↑  最初的MediaGX所搭配的是Cx5510晶片，之後為Cx5520，更之後則有CS5530。

7.PALMAX公司的PD-1000 Plus筆記型電腦採用過120MHz CPU。